# Jörg Hofmann (sindicalista)

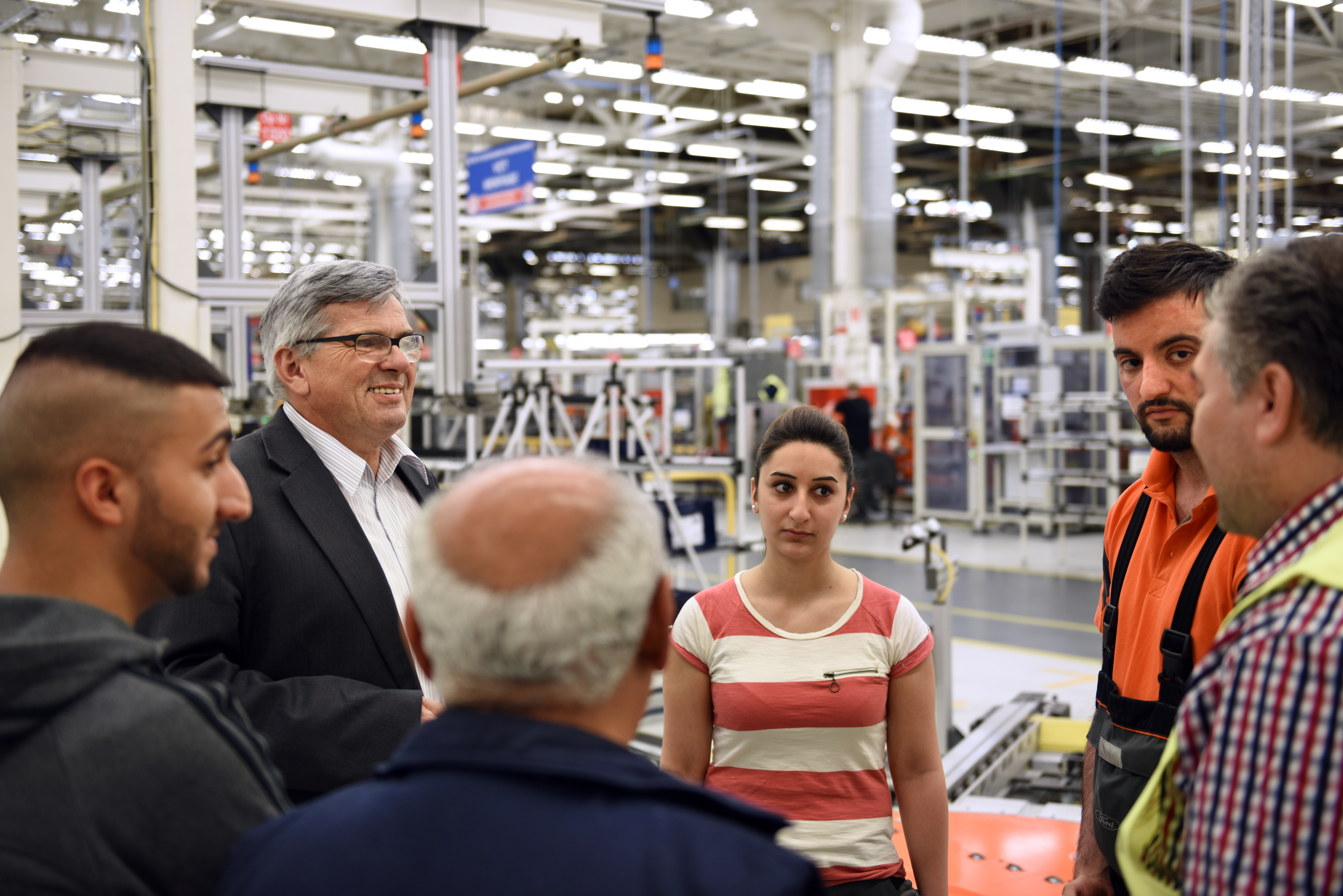
Hofmann (segundo da esquerda) em 2015.

Jörg Hofmann (nascido em 3 de dezembro de 1955) é um líder sindical alemão.
É o presidente do IG Metall, o maior sindicato nacional da Alemanha, e também do IndustriALL Global Union, uma federação sindical internacional que representa trabalhadores da indústria, mineração e energia.
Nasceu em Oppelsbohm e possui formação em agricultura e economia, e atuou como pesquisador no Instituto de Gestão Industrial da Universidade de Hohenheim. Ingressou no IG Metall em 1982, como especialista em novas tecnologias, e assumiu a secretaria do escritório do sindicato em Estugarda em 1987. Nesse mesmo ano, foi responsável pela criação de um novo escritório em Dresden, após a reunificação da Alemanha. Em 1999, foi eleito diretor do IG Metall para Baden-Württemberg, e posteriormente vice-presidente do sindicato em 2013. Em 2015, tornou-se presidente do IG Metall, e também do IndustriALL Global Union.
Como líder sindical, Hofmann negociou um acordo coletivo histórico para os trabalhadores da metalurgia e da eletricidade, que lhes concedeu mais autonomia para definir suas horas de trabalho. Além disso, ele participou de diversos comitês governamentais que discutiram o futuro do trabalho, a globalização e a digitalização. Em 2019, Hofmann foi reeleito para a presidência do IG Metall com 71% dos votos, apesar de enfrentar uma derrota na negociação coletiva na Alemanha Oriental, e conflitos internos de poder.